# Simulation of Urban MObility
Simulation of Urban MObility (SUMO)是一個開源、便攜、微觀和連續的多模式交通模擬包，旨在處理大型交通網絡仿真。
德國航空太空中心交通系统研究所自2001起开发使用微觀交通仿真软件SUMO（城市出行仿真 – SUMO软件套件），以進行車流行為分析、不同交通工具相互間的互動分析、交通控制與管理策略分析評估與區域性疏散策略等。该软件工具使用动态用户分配（DUA）等不同运算法则应用于建模路径选择和交通分配。除标准交通测算之外，例如出行次数和延误，SUMO也可以实现环境和能源指标的测算，即不同空氣污染排放值和燃油消耗。此类指标对于环境监控非常重要。除此之外， SUMO也被用於做為駕駛模擬器以及VR模擬世界的交通場景編輯器，協助設定不同駕駛場景，便于進行駕駛人為因素的分析與ADAS/无人驾驶虚拟环境的重建和测试。
自2017年起，SUMO 成為Eclipse基金會及其 OpenMobility工作小組的成員。“Eclipse SUMO” 是Eclipse基金會的註冊商標，並遵循Eclipse公共許可證(EPL V2)。

## 使用平台及下載安裝
目前，SUMO 可以在 Windows、Linux 或是 macOS 平台上運行。除了可以直接使用已經編譯好的 SUMO，也可以至GitHub下載原始碼，自行編譯軟件。2020年的下載次數約為54000次，使用者主要在美國、中國、印度、德國及日本。

## 主要特性及功能
SUMO 的主要特性及功能简要列出如下，詳細說明及範例可以參考線上使用手冊。
- 模擬情境快速生成與編修
- 網絡建構及導入：可建構不同等級、不同車道數與寬度，以及不同交通参与方类型的道路。
- 微观模拟/仿真：可以对所有機動车辆、自行車、行人、動物和公共交通进行明确的建模。車輛依據所建立的汽車跟隨及車道變換模型進行模拟。
- 交通號誌：可引进或由SUMO自动生成信号灯的配时方案。
- 多交通模式的模拟：除了機動車輛外，SUMO还可以模拟公共交通、自行車和行人。
- 在线互动：在模拟期间，有关道路速度、路型及號誌的变动，以及车辆相关信息的采集及交流可通过使用TraCI (Traffic Control Interface) 接口实现。
- 性能：除了受计算机硬件能力强加的网络规模和模拟车辆的数量限制，软件自身都无限制。
- 网络导入：常规的网络形式，如OpenStreetMap, VISUM, VISSIM 和 NavTeq，可直接导入到SUMO。
- 便携性: SUMO用C++实现，并只能使用便携式库。
- 可以進行基于时间及絕對位置触发框架的交通仿真。
- 可以於仿真过程中实时创建/删除不同类型的交通物体，包括车辆、行人、摩托车、自行车等，并支持定义其运行状态。
- 可以進行交通规则仿真并支持实时配置交通灯状态。
- 可以進行車輛路径规划及軌跡规划。
- 支持初始化配置和仿真运行中的实时配置。
- 具备進行实采交通流信息回放的開發能力。
- 具备随机交通流生成能力，用户可以自定义交通流分布区域、交通流车辆类型分布状况、驾驶员模型分布状况。
- 具备支持OpenDRIVE 格式的高精地图直接导入的开发能力。
- 具備讀入及輸出OpenDRIVE及OpenCRG格式資料的开发能力。
- 具备路面横向和纵向起伏的开发能力。
- 具备基于事件、相对位置及条件触发的交通仿真的开发能力。
- 具备擴增模擬中交通控制機制的開發能力

## 相關計畫
至目前為止，已經有許多使用SUMO進行研究、評估及模型開發的案例，例如：
- SHOW[7][8]：估計和評估自動駕駛汽車(AV)在使城市交通更加有效、可持續和使用者友好方面的作用。
- ViVre[9]：為主要交通節點連接虛擬交通基礎設施和自動駕駛功能，以便為創新和永續的運輸的解決方案開發構建模塊。
- TransAID[10][11]：開發新的分層交通管理程序，以允許自動駕駛車輛順利集成到交通系統中。自動化系統達到極限的道路區域為特別關注的重點。
- MAVEN[12][13]：提供在城市環境中管理自動駕駛汽車的解決方案。
- AMITRAN[14]：通過運輸部門應用之以智慧型運輸系統 (ITS)為基礎的資訊及通訊科技(ICT) 實現的二氧化碳 CO2 評估方法。
- COLOMBO[15][16][17]：以節能和永續運輸為目標的交通合作系統。
- CityMobil[18]：城市環境中自動化交通系統的整合。
- DRIVE C2X[19][20]：推動歐洲車聯網(C2X) 通信技術的實施和評估。

更多的參與計畫案例可以參考德國航空太空中心的 SUMO 網頁。

## 發表論文
部分應用SUMO所發表的學術文章已經彙整於德國航空太空中心的 SUMO 網頁。

## 外部連結
- SUMO website  （页面存档备份，存于）
- SUMO Documentation （页面存档备份，存于）